# USS Bell (DD-587)
O USS Bell foi um contratorpedeiro operado pela Marinha dos Estados Unidos e a centésima terceira embarcação da Classe Fletcher. Sua construção começou em dezembro de 1941 no Estaleiro Naval de Charleston na Carolina do Sul e foi lançado ao mar em junho de 1942, sendo comissionado na frota norte-americana em março do ano seguinte. Era armado com uma bateria principal de cinco canhões de 127 milímetros e dez tubos de torpedo de 533 milímetros, tinha um deslocamento carregado de mais de duas mil toneladas e alcançava uma velocidade máxima de 35 nós.
O Bell entrou em serviço no meio da Segunda Guerra Mundial e foi enviado para lutar na Guerra do Pacífico, participando de várias operações nas Campanha das Ilhas Gilbert e Marshall, Ilhas Marianas e Palau, Filipinas e Ilhas Vulcano e Ryūkyū, incluindo as Batalhas de Kwajalein, Saipã, Mar das Filipinas e Guam. Também deu suporte para a invasão da ilha de Bornéu. Depois do fim do conflito participou dos esforços iniciais de desmilitarização japonesa no Sudeste Asiático. Foi descomissionado em junho de 1946 e depois afundado como alvo de tiro em maio de 1975.